# Ceratosoma amoenum
Espèce
Ceratosoma amoenum est une espèce de nudibranches de la famille des Chromodorididae et du genre Ceratosoma.

## Répartition
Cette espèce se rencontre en Australie et en Nouvelle-Zélande

## Habitat
Ceratosoma amoenum peut être observé entre 13 et 25 m de profondeur.

## Description

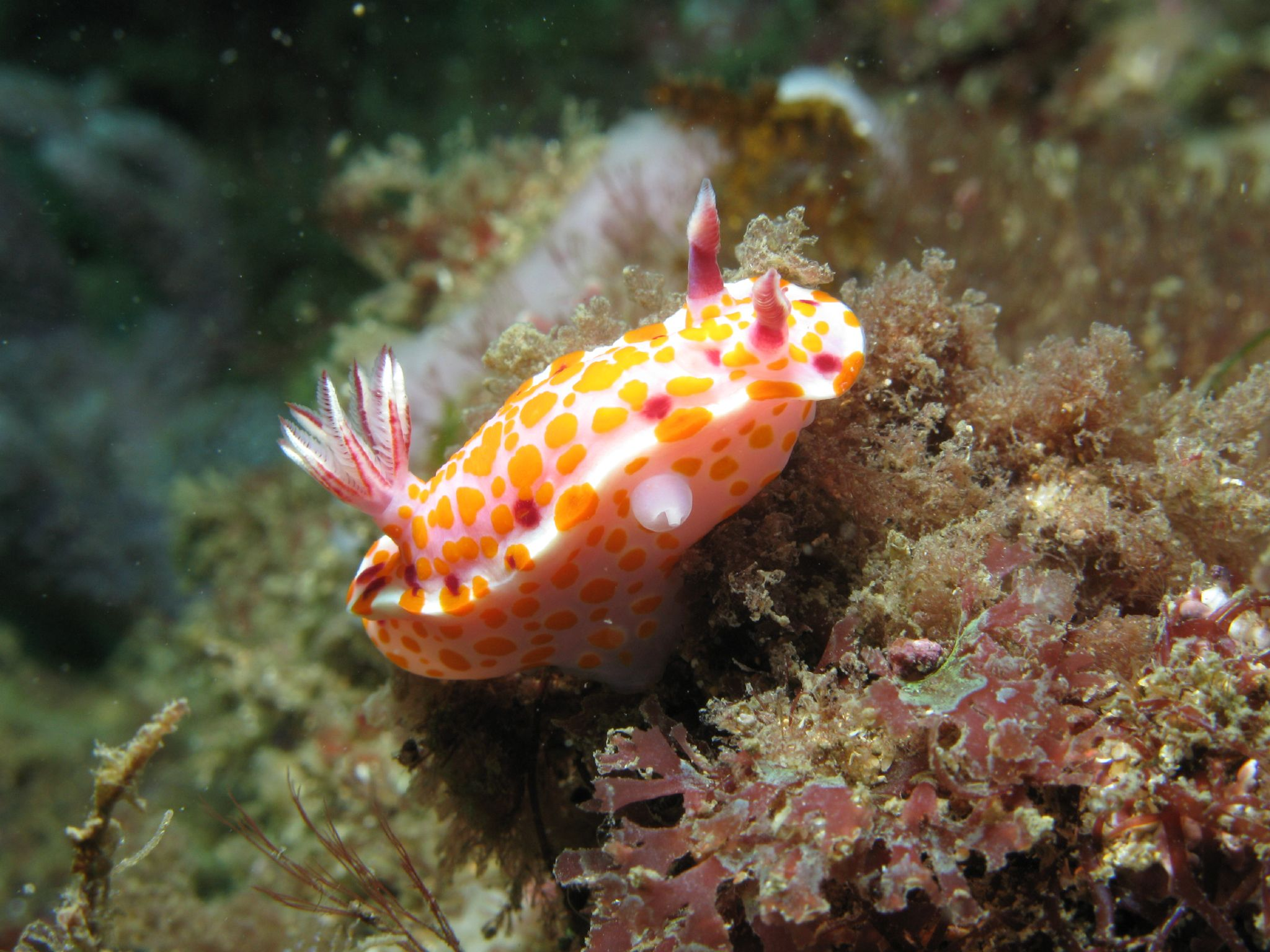
Ceratosoma amoenum

Ceratosoma amoenum peut mesurer de l'ordre de 5 à 6 cm de long.

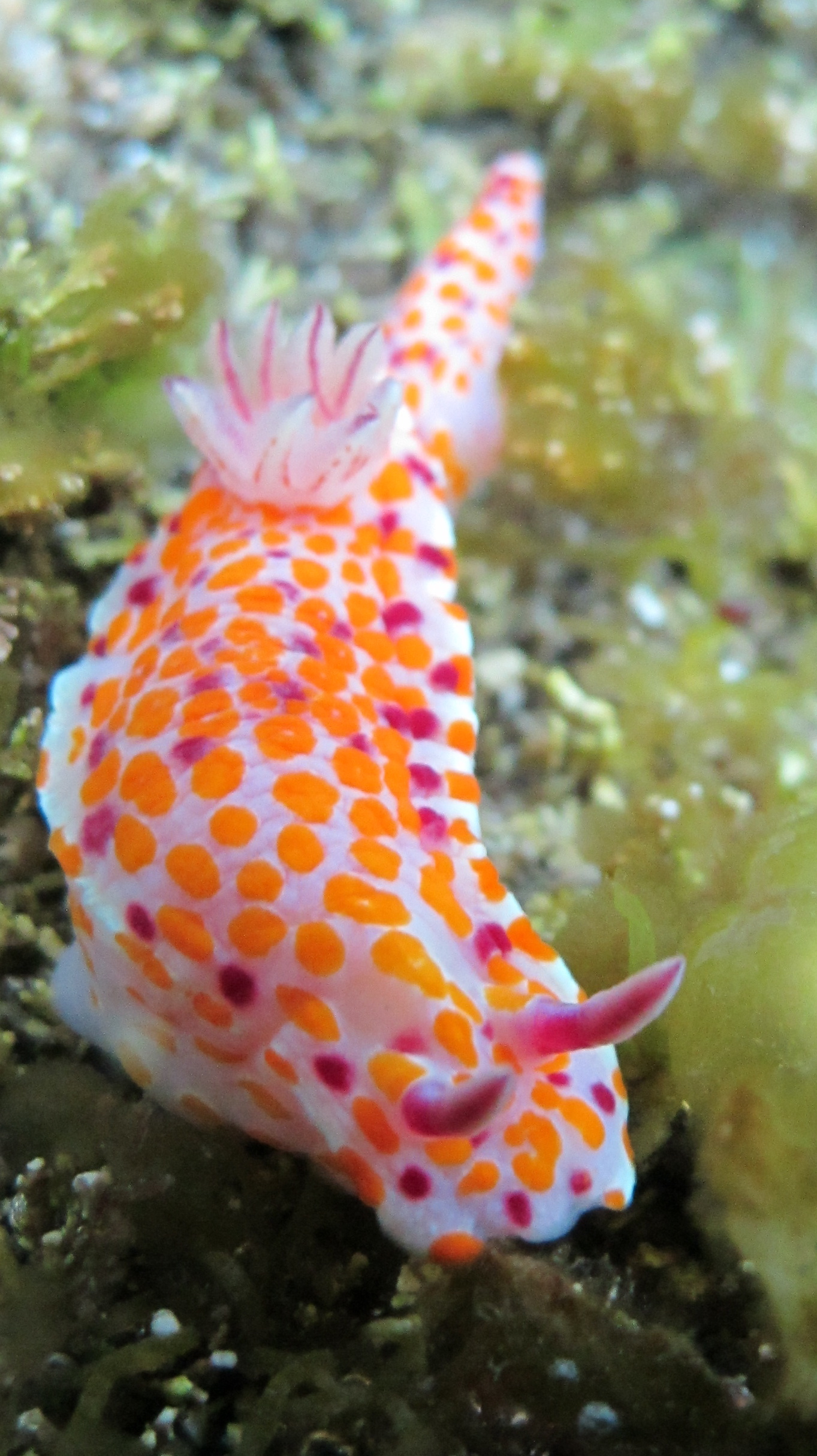
Ceratosoma amoenum

Le corps est allongé et oblong, arrondi à l'avant et en pointe en arrière avec le dos légèrement convexe. Le manteau est plus petit que le pied. Il est assez lisse et régulier, d'une couleur rose lilas pâle ou violacé. Il présente une rangée centrale de grandes taches oblongues orange vif ou de nombreuses petites taches orange parmi lesquelles se trouvent quelques points rouge et, à l'occasion, quelques taches, latérales proches de la marge, de couleur crème pâle ou blanc jaunâtre. La marge du manteau est blanche. Le pied est plus pâle que le manteau avec les côtés et les extrémités présentant une double rangée irrégulière de taches orange vif arrondies, considérablement plus longues que celles du manteau. Le dessous du pied est de couleur chair pâle. Les spicules du manteau manquent apparemment.
Les rhinophores, de couleur rouge profond avec des bandes blanches, sont clavés et complètement rétractables dans des gaines légèrement surélevées. La partie supérieure est arquée vers l'arrière, stratifiée de 24 à 25 lamelles. Les branchies sont de couleur magenta vif avec des bandes blanches. Les tentacules oraux sont libres, petits et coniques. 
L'odontophore comporte environ 65 rangées de dents avec une petite dent centrale et de 60 à 70 dents latérales de chaque côté. 

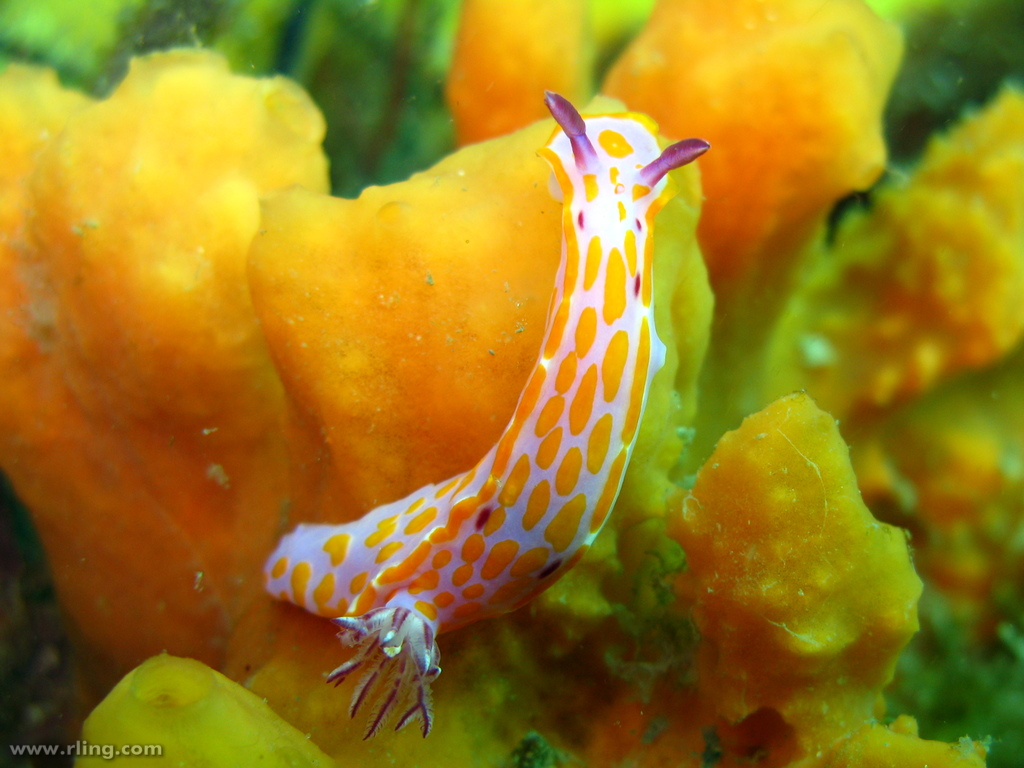
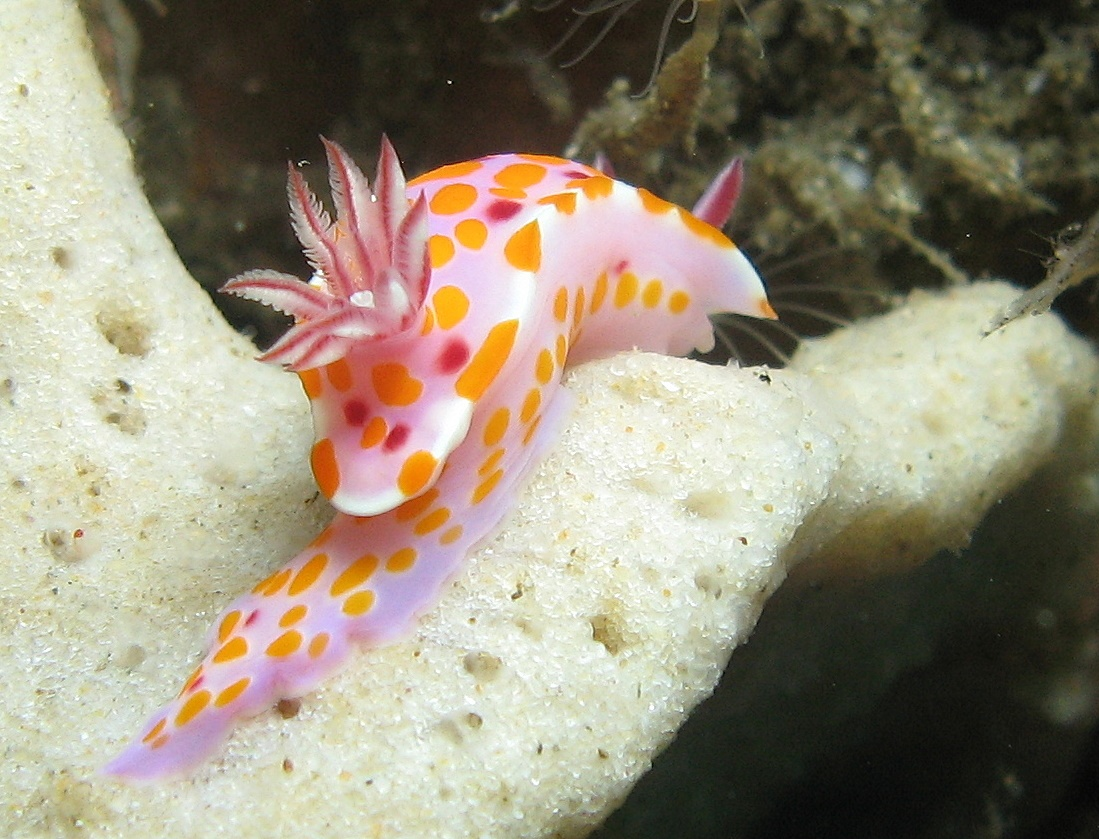
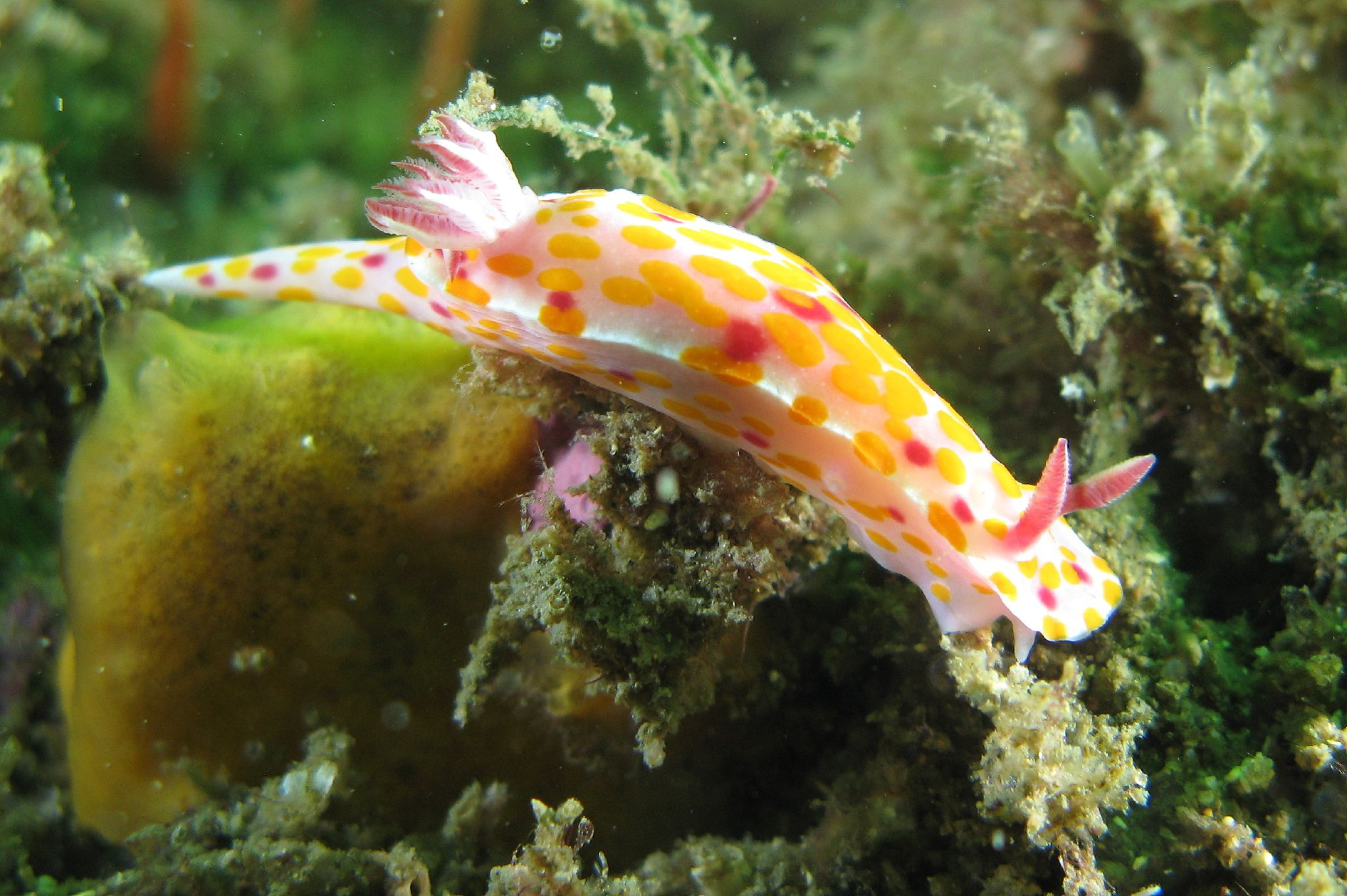

## Éthologie

### Alimentation
Ceratosoma amoenum se nourrit d'éponges du genre Dysidea et du corail Drifa gaboensis,.
Ceratosoma amoenum, espèce carnivore, contient de l'allolaurinterol (C15H19BrO), un métabolite algaire que l'on rencontre par exemple chez l'algue rouge Hymenea variolosa, qui pourrait provenir de la prédation des œufs d'espèces du genre Aplysia.

### Reproduction
Cette espèce dépose ses œufs, d'un diamètre de 90 microns, en spirales de quatre tours.

Galerie d'accouplements
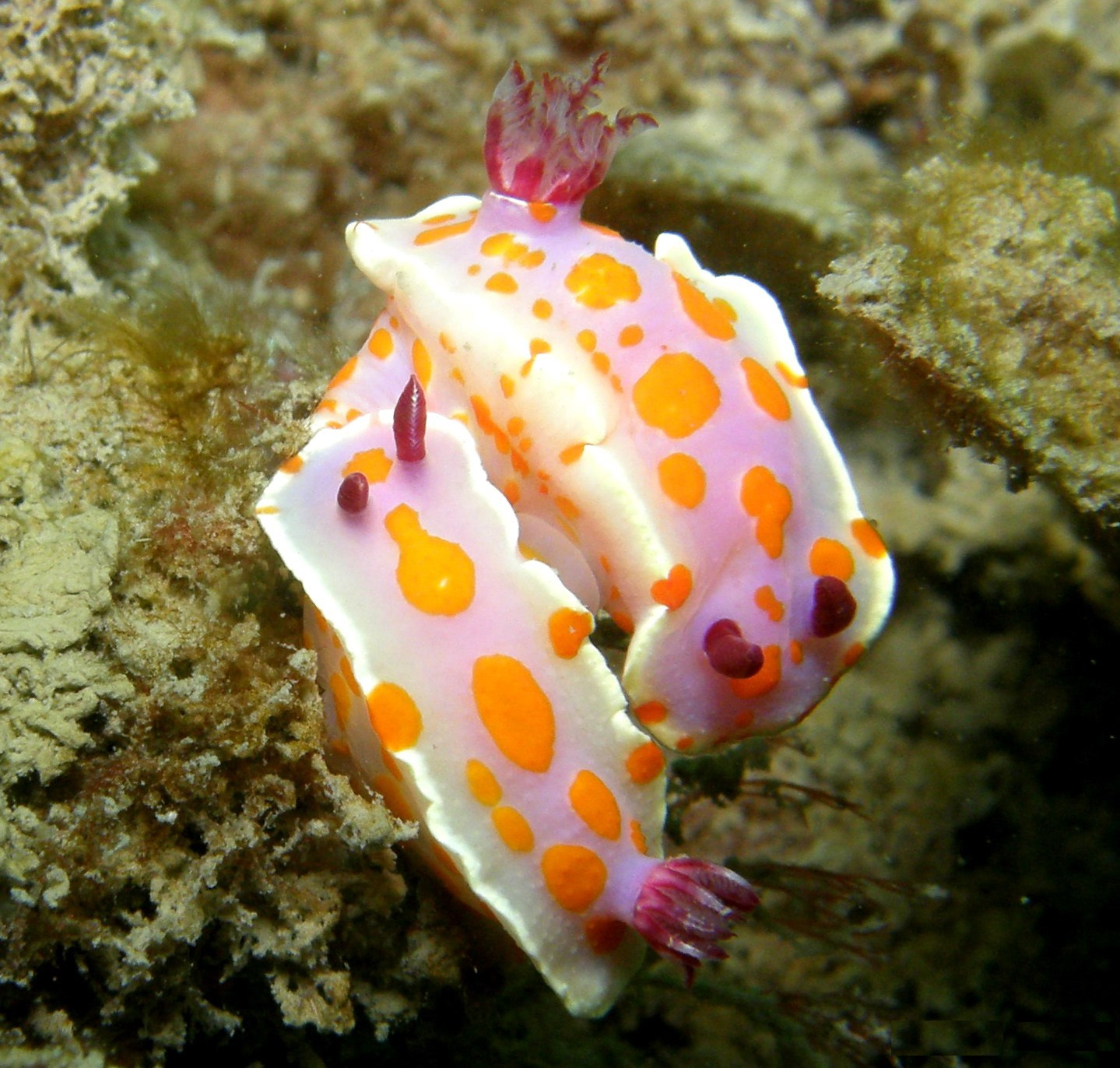
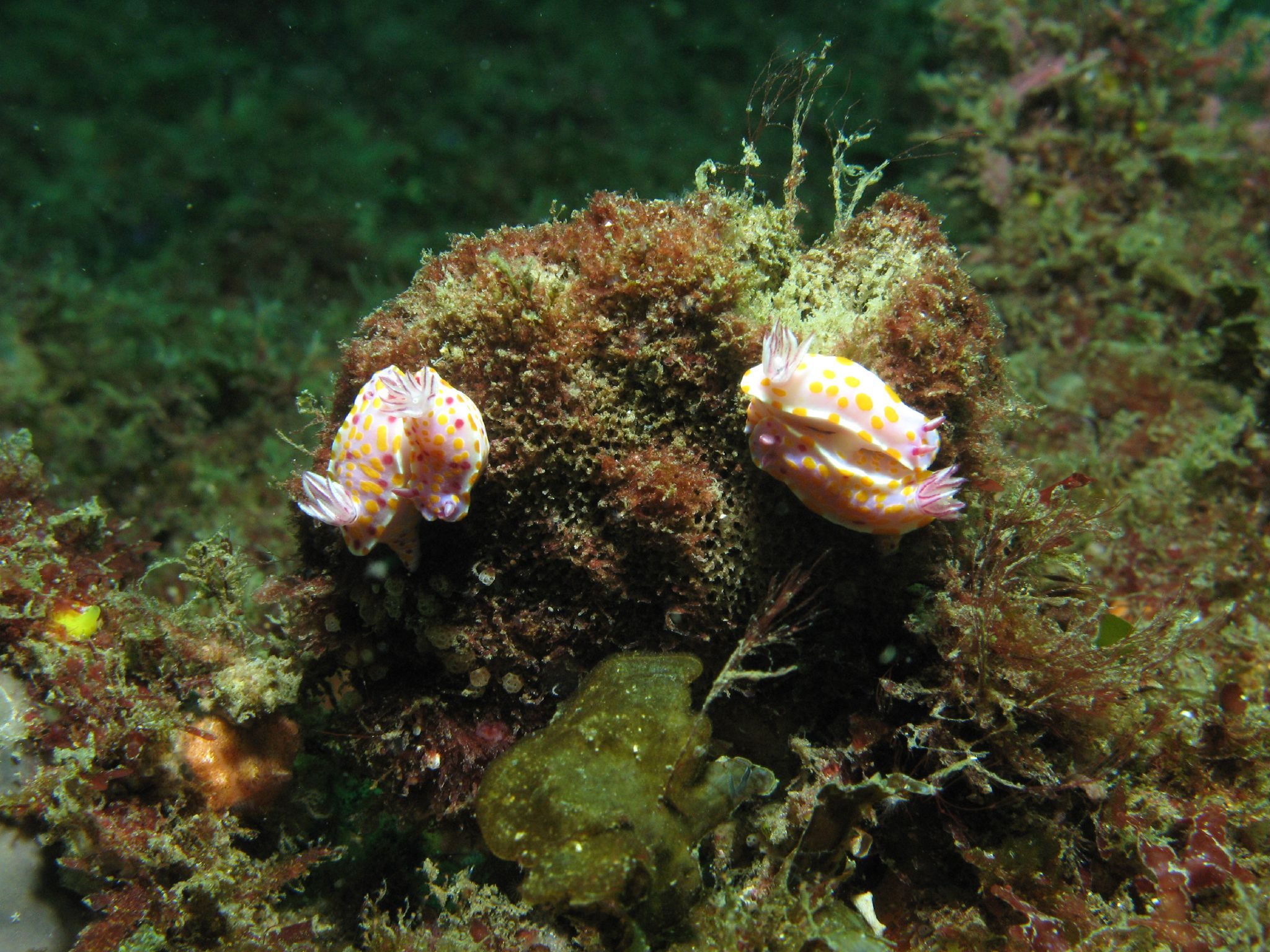
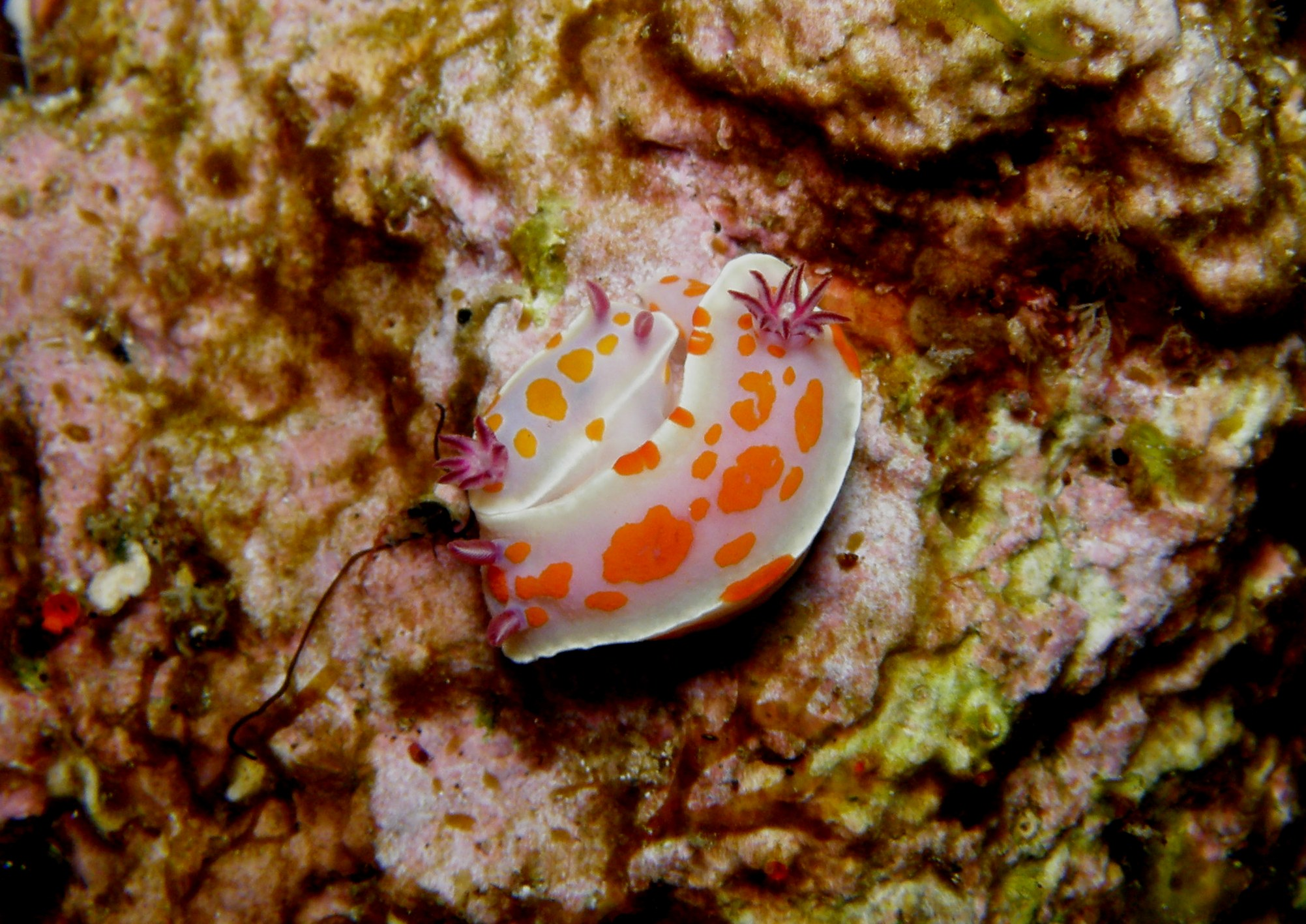
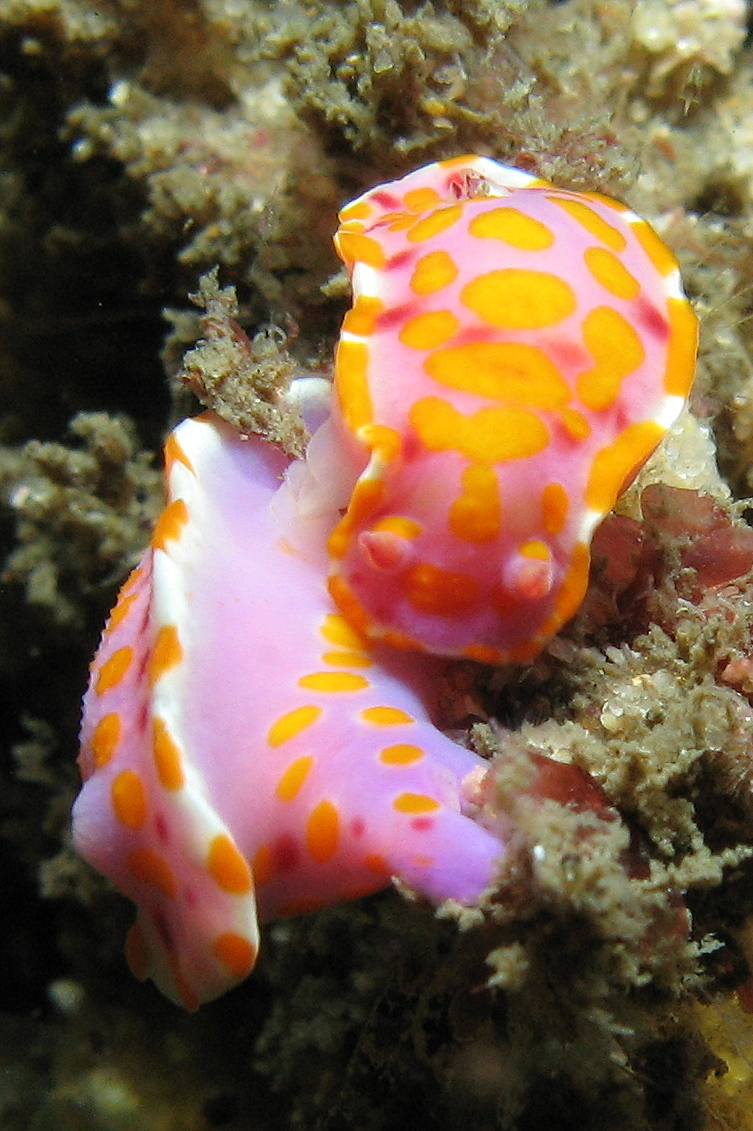
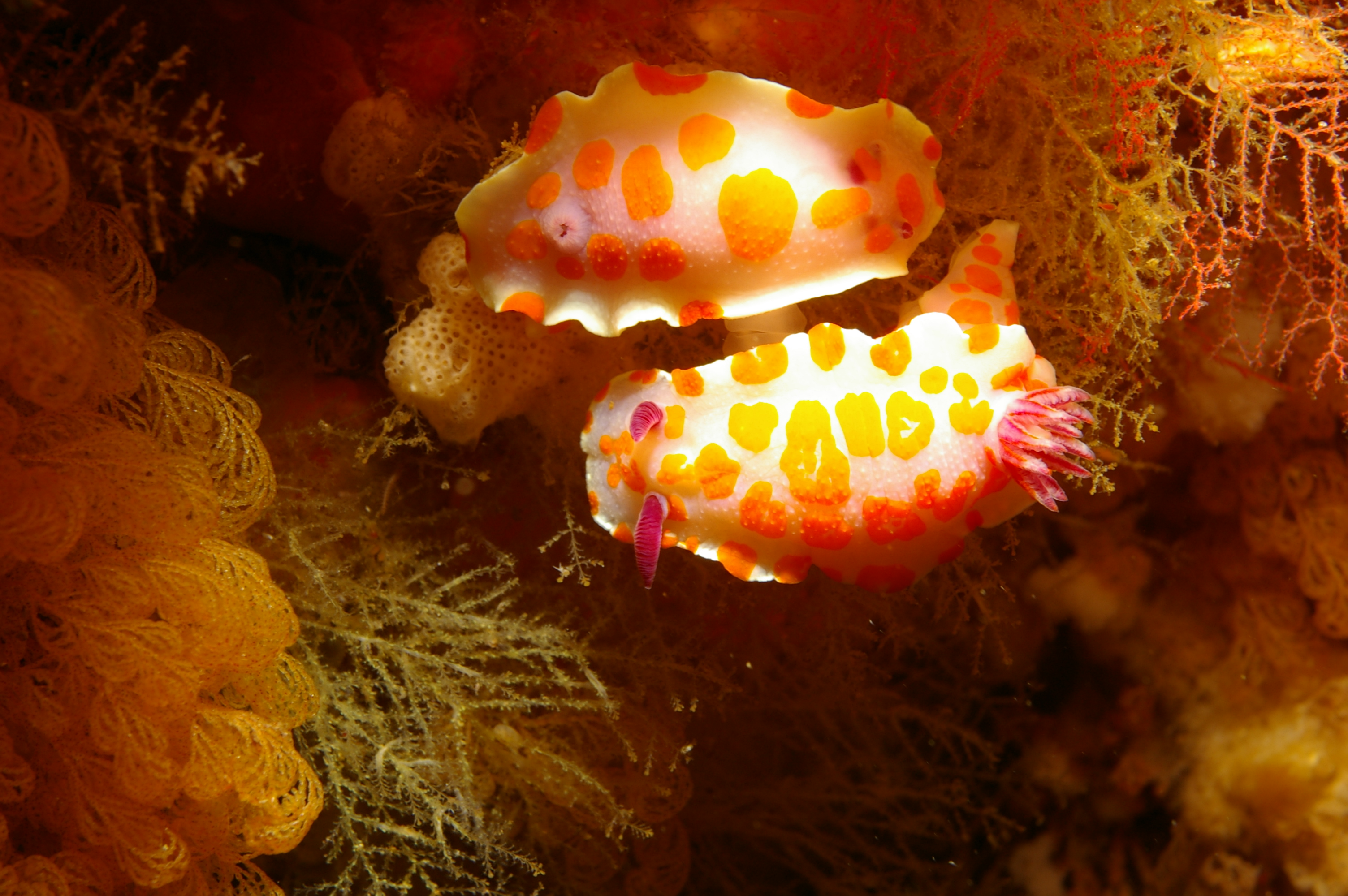

## Publication originale
- Cheeseman, T. F. 1886. On a new species of Chromodoris. Transactions & Proceedings of the New Zealand Institute, 18: 137.(BHL)

## Taxonomie
Cette espèce a été nommée par le zoologiste néo-zélandais Thomas Frederic Cheeseman en 1886 sous le protonyme Chromodoris amoena et transférée dans le genre Ceratosoma.

### Note
1. ↑  Le premier transfert de Chromodoris amoena dans le genre Ceratosoma a été réalisé par Arthur William Baden Powell en 1937[7] qui l'a ensuite transféré dans le genre Glossodoris[8]. L'appartenance de cette espèce au genre Ceratosoma a été confirmée par William B. Rudman en 1984[8].